# アンドリュー・ダイス・クレイ
アンドリュー・ダイス・クレイ（Andrew Dice Clay、1957年9月29日 - ）は、アメリカ合衆国の俳優。

## 出演作品
- ブラックリスト シーズン1
- ブルージャスミン（オーギー）
- シングルパパの育児奮闘記 シーズン2
- アントラージュ★オレたちのハリウッド シーズン8
- アプレンティス２　セレブたちのビジネス・バトル
- ジュエルに気をつけろ!
- 陪審員だよ、全員集合！
- ハードネス
- ワイルド・スマッシャー
- フォード・フェアレーンの冒険
- カジュアル・セックス？（ヴィニー）
- アメリカン・パロディ・シアター
- クライム・ストーリー
- プリティ・イン・ピンク/恋人たちの街角
- マイアミ・ホット・リゾート
- ハッピー・プレッピー
- ナイト・パトロール
- 死霊のかぼちゃ／13回目のハロウィン
- マッシュ
- アーノルド坊やは人気者